# Zaborówek (powiat warszawski zachodni)
Zaborówek – wieś w Polsce położona w województwie mazowieckim, w powiecie warszawskim zachodnim, w gminie Leszno. Ma status sołectwa.
Wieś szlachecka Zaborowo Minor położona była w drugiej połowie XVI wieku w powiecie błońskim ziemi warszawskiej województwa mazowieckiego.

## Części wsi
| SIMC    | Nazwa   | Rodzaj    |
| ------- | ------- | --------- |
| 0004707 | Janówek | część wsi |

## Historia
24 września 1944 roku znaczna część wsi została spalona przez żołnierzy Legionu Wołyńskiego. Zniszczeniu uległo 26 zagród. Do ataku doszło w ramach odwetu za atak ze strony partyzantów ze zgrupowania AK Kampinos na ukraińską grupę rozpoznawczą „Widder”. Mordowi na mieszkańcach w przydrożnym lesie zapobiegł właściciel majątku Zaborówek – Józef Wodziński, który ściągnął do miejscowości oficera Gestapo z Leszna. W 50. rocznicę tych wydarzeń mieszkańcy miejscowości ufundowali pamiątkową tablicę. Co roku w rocznicę tego wydarzenia odbywa się msza święta sprawowana przez proboszcza parafii Leszno.
W latach 1975–1998 miejscowość należała administracyjnie do województwa warszawskiego.

## Pałac Wodzińskich
We wsi pałac z XIX wieku, do 1945 roku znajdował się w rękach rodziny Wodzińskich. Po wojnie ulokowano tu stołówkę i salę telewizyjną dla mieszkańców bloków miejscowego PGR-u. W 1991 gruntownie przebudowany i przystosowany do potrzeb ośrodka konferencyjnego. Obecnie pałac znajduje się w prywatnych rękach. Do miejsc ciekawych należy dodatkowo zaliczyć pozostałości zabudowy folwarcznej, instalację radionawigacyjną oraz miejscową cegielnię położoną na skraju Puszczy Kampinoskiej.